# かほく市立高松中学校
かほく市立高松中学校（かほくしりつたかまつちゅうがっこう）は、石川県かほく市高松にある公立中学校。

## 沿革
- 1947年 - 石川県河北郡高松町立高松中学校として創立
- 1949年 - 10月22日を本校の創立記念日と定め、学校が休みとなる。
- 2004年 - 現校名に変更

## 出身者
- 谷口貴都 - 法学者